# Donald Faison
Donald Adeosun Faison (Nueva York, 22 de junio de 1974) es un actor, comediante y actor de doblaje estadounidense, conocido por su papel principal como el Dr. Chris Turk en la comedia dramática de ABC/NBC, Scrubs (2001-2010), y un papel secundario como Murray, tanto en la película Clueless (1995) y la serie de televisión secuela del mismo nombre. También interpretó a Phil Chase en el sitcom de TV Land, The Exes (2011-2015).
Faison también coprotagonizó las películas Waiting to Exhale (1995), Remember the Titans (2000), Uptown Girls (2003), Something New (2006), Next Day Air (2009) y Kick-Ass 2 (2013).

## Primeros años
Faison nació en Harlem en la ciudad de Nueva York, hijo de Shirley, una agente de talentos, y Donald Faison, un administrador de edificios. Es el hermano mayor del cantante y músico, Olamide Faison. Su segundo nombre proviene de las palabras "ade" (que significa "corona") y "osun" (que significa "río de la vida") en el idioma yoruba de África occidental. Sus padres trabajaban en el National Black Theatre de Harlem. Asistió a la Professional Children's School en Manhattan con su mejor amigo, el actor Dash Mihok.

## Carrera
Antes de su debut en Scrubs y Clueless, Faison apareció en un comercial de 1991 para el café Folgers a la edad de 17 años, en el que interpretó al hermano menor de un soldado que regresaba de la guerra. Al año siguiente, apareció con Malik Yoba en el especial de ABC News, Prejudice: Answering Children's Questions, presentado por Peter Jennings. También tuvo un pequeño papel en Sugar Hill (1994), protagonizada por Wesley Snipes. Luego se hizo famoso por su papel de Murray Duvall en la película Clueless de 1995 y la serie de televisión secuela, que se desarrolló de 1996 a 1999. En 1995, también apareció en Waiting to Exhale como Tarik, el hijo del personaje de Loretta Devine, Gloria. Apareció en New Jersey Drive. También protagonizó Big Fat Liar junto a Frankie Muniz, Paul Giamatti y Amanda Bynes. Tuvo un papel recurrente como Tracy en Felicity, apareció en Remember the Titans como el corredor convertido en esquinero Petey Jones, y proporcionó trabajo de voz para varios personajes en la serie animada de MTV, Clone High. Tuvo papeles menores en las comedias Sister, Sister y Sabrina the Teenage Witch, y en la película Josie and the Pussycats. En 2005, Faison produjo un episodio de Punk'd de MTV con su coprotagonista de Scrubs, Zach Braff. También apareció en los videos musicales de "Sittin 'Up in My Room" de Brandy, la versión de Fall Out Boy de "Beat It" de Michael Jackson y "Chariot" de Gavin DeGraw.
En 2008, Faison prestó su voz a Gary the Stormtrooper en Robot Chicken: Star Wars Episodio II. Posteriormente, hizo una pasantía en el programa Robot Chicken, para aprender más sobre la animación stop motion, y comenzó un programa stop-motion de LEGO con temática de Star Wars, BlackStormTrooper, en su canal de YouTube, shundigga.
El 13 de febrero de 2009, Faison participó en el NBA All-Star Weekend Celebrity Game. Otras celebridades que participaron fueron los miembros del Salón de la Fama de la NBA, Clyde Drexler y Dominique Wilkins, el receptor abierto de la NFL, Terrell Owens, el actor Chris Tucker y cuatro de los Harlem Globetrotters.
En 2010, Faison protagonizó junto a Scottie Thompson, Brittany Daniel, Eric Balfour, Laz Alonso, y Crystal Reed en el thriller de ciencia ficción de los hermanos Strause, Skyline.
Faison estuvo en el piloto de comedia de CBS, The Odds (2010).
En marzo de 2011, Faison apareció en comerciales de The Sims Medieval. En 2012, hizo un cameo en la película Pitch Perfect. En 2013, Faison presentó el breve programa de sketches de comedia de TBS, Who Gets the Last Laugh. De 2016 a 2018, fue anfitrión del programa de juegos de GSN, Winsanity.[cita requerida]
A partir de 2018, Faison prestó su voz al piloto Hype Fazon, un personaje escrito y nombrado en su nombre por Dave Filoni, en Star Wars Resistance. Faison había llamado la atención de Filoni a través de sus dibujos animados de Star Wars en stop motion.
En el podcast, Fake Doctors, Real Friends, lanzado en marzo de 2020,  Faison y su coprotagonista de Scrubs, Zach Braff, comparten sus historias y experiencias de filmar el programa, mientras vuelven a ver la serie. El podcast es distribuido por iHeartRadio.

## Vida privada
En 1997, Faison comenzó a salir con Lisa Askey. Los dos estuvieron casados de 2001 a 2005. Después de seis años de salir, Faison se casó con su segunda esposa, CaCee Cobb, el 15 de diciembre de 2012. La boda se llevó a cabo en la casa del ex coprotagonista de Scrubs y mejor amigo de Faison, Zach Braff, quien también se desempeñó como padrino de boda. Sirviendo como dama de honor estuvo la cantante Jessica Simpson, para quien Cobb trabajó anteriormente como asistente personal.
Faison tiene seis hijos: su hijo Shawn, nacido en 1997, con su exnovia Audrey Ince; los gemelos fraternos niño-niña Dade y Kaya nacidos en 1999, y su hijo Kobe, nacido en 2001, con la primera esposa Lisa Askey; y con la segunda esposa Cobb, un hijo Rocco nacido en 2013 y una hija Wilder nacida en 2015.

## Filmografía

### Cine
| Año  | Título                        | Rol                      | Notas                                 |
| ---- | ----------------------------- | ------------------------ | ------------------------------------- |
| 1992 | Juice                         | Estudiante               |                                       |
| 1994 | Sugar Hill                    | Kymie Damiels            |                                       |
| 1995 | New Jersey Drive              | Tiny Dime                | Acreditado como Donald Adeosun Faison |
| 1995 | Clueless                      | Murray Duvall            |                                       |
| 1995 | Waiting to Exhale             | Tarik Matthews           | Acreditado como Donald Adeosun Faison |
| 1996 | The Quest                     | Ladrón                   | No acreditado                         |
| 1997 | Academy Boyz                  | Glen Lewis               |                                       |
| 1998 | Butter                        | Khaleed                  |                                       |
| 1998 | Can't Hardly Wait             | Dan                      |                                       |
| 1999 | Trippin'                      | June Nelson              |                                       |
| 2000 | Remember the Titans           | Petey Jones              |                                       |
| 2001 | Doble contratiempo            | Cletis                   |                                       |
| 2001 | Josie and the Pussycats       | D.J.                     | No acreditado                         |
| 2002 | Big Fat Liar                  | Frank Jackson            |                                       |
| 2003 | Ravedactyl: Project Evolution | Gunner                   | Cortometraje                          |
| 2003 | Uptown Girls                  | Huey                     |                                       |
| 2003 | Good Boy!                     | Wilson                   | Solo voz                              |
| 2005 | King's Ransom                 | Andre                    |                                       |
| 2006 | Something New                 | Nelson McQueen           |                                       |
| 2006 | Bachelor Party Vegas          | Ash                      |                                       |
| 2006 | Homie Spumoni                 | Renato Molina/Leroy      |                                       |
| 2007 | Venus & Vegas                 | Stu                      |                                       |
| 2009 | Next Day Air                  | Leo                      |                                       |
| 2010 | Skyline                       | Terry                    |                                       |
| 2011 | Stag                          | Ken                      |                                       |
| 2012 | Pitch Perfect                 | Hombre de A capela mayor |                                       |
| 2013 | Kick-Ass 2                    | Doctor Gravity           |                                       |
| 2013 | A Snow Globe Christmas        | Ted                      |                                       |
| 2014 | Wish I Was Here               | Anthony                  |                                       |
| 2014 | Let's Kill Ward's Wife        | Ward                     |                                       |
| 2014 | Wonderland                    | Ted                      |                                       |
| 2016 | The Perfect Match             | Rick                     |                                       |
| 2016 | Hot Bot                       | Sr. Huffington           |                                       |
| 2017 | Little Evil                   | Larry                    |                                       |
| 2018 | Game Over, Man!               | Él mismo                 |                                       |
| 2019 | The Wave                      | Jeff                     |                                       |

### Televisión
| Año        | Título                                                  | Rol                                  | Notas |
| ---------- | ------------------------------------------------------- | ------------------------------------ | --- |
| 1992       | Sesame Street                                           | Duane                                | Episodio: "23.58" |
| 1996       | New York Undercover                                     | James                                | Episodio: "Sympathy for the Devil" |
| 1996–2000  | Sabrina the Teenage Witch                               | Justin                               | Episodio: "Magic Joel" |
| 1996–2000  | Sabrina the Teenage Witch                               | Dashiell Calzone                     | 7 episodios |
| 1996–99    | Clueless                                                | Murray Duvall                        | Rol principal |
| 1998       | Sister, Sister                                          | Darryl                               | Episode: "Greek to Me" |
| 1999       | Supreme Sanction                                        | Marcus                               | Película de televisión |
| 2000–02    | Felicity                                                | Tracy                                | 23 episodios |
| 2002–03    | Clone High                                              | Toots Varios personajes              | Solo voz 12 episodios |
| 2001–2010  | Scrubs                                                  | Christopher Turk                     | Rol principal Nominado - NAACP Image Award al Mejor Actor en una Serie de Comedia (2006-2010) Nominado - NAACP Image Award al Mejor Actor en una Serie de Comedia (2005) |
| 2004–05    | Higglytown Heroes                                       | Héroe bombero                        | Solo voz 2 episodios |
| 2005–2020  | Robot Chicken                                           | Varios personajes                    | Solo voz 10 episodios |
| 2006       | The Playbook                                            | Presentador                          | 3 episodios |
| 2007       | Saturday Night Live                                     | Christopher Turk                     | Episodio: "Zach Braff/Maroon 5" |
| 2007       | Robot Chicken: Star Wars                                | Dr. Cornelius Evazan/Mace Windu      | Solo voz Especial de televisión |
| 2007       | Kim Possible                                            | Ricky Rotiffle                       | Solo voz Episodio: "Homecoming Upset" |
| 2008       | The Boondocks                                           | Catcher Freeman/Tobias/Wedgie Rudlin | Solo voz 3 episodios |
| 2008       | Robot Chicken: Star Wars Episodio II                    | Gary/Darth Maul/Piloto imperial      | Solo voz Especial de televisión |
| 2009       | Scrubs: Interns                                         | Christopher Turk                     | Episodio: "Our Meeting with Turk and Todd" |
| 2009       | American Dad!                                           | Christopher Turk                     | Solo voz Episodio: "G-String Circus" |
| 2009       | Titan Maximum                                           | Comandante de la flota marciana      | Episodio: "Pilot" |
| 2010       | Fact Checkers Unit                                      | Donald                               | 9 episodios |
| 2010       | Cubed                                                   | Él mismo                             | Episodio: "2.12" |
| 2010       | Robot Chicken: Star Wars Episode III                    | Gary                                 | Solo voz Especial de televisión |
| 2010       | The Odds                                                | Tyler                                | Película de televisión |
| 2011       | Love Bites                                              | Ricky                                | 2 episodios |
| 2011–15    | The Exes                                                | Phil Chase                           | 64 episodios Nominado - NAACP Image Award al Mejor Actor en una Serie de Comedia (2013)                                                                                  |
| 2012       | Tron: Uprising                                          | Bartik                               | Solo voz 5 episodios |
| 2012       | Adventure Time                                          | Princesa Cookie                      | Solo voz Episodio: "Princess Cookie" |
| 2013       | Wedding Band                                            | Moses                                | Episodio: "99 Problems" |
| 2013       | Who Gets the Last Laugh?                                | Presentador                          | 9 episodios |
| 2013       | A Snow Globe Christmas                                  | Ted                                  | Película de televisión |
| 2014       | Hollywood Game Night                                    | Él mismo                             | 3 episodios |
| 2014       | Jim Henson's Creature Shop Challenge                    | Mago                                 | Episodio: "Head's Up" |
| 2015       | Undateable                                              | Donald                               | 2 episodios |
| 2015, 2018 | Supermansion                                            | Quiplash                             | Solo voz 4 episodios |
| 2015–18    | Drunk History                                           | Joe Louis / Mansa Musa               | 2 episodios |
| 2016       | Winsanity                                               | Presentador                          | |
| 2016       | House of Lies                                           | Donald                               | 2 episodios |
| 2017       | Bill Nye Saves the World                                | Él mismo                             | |
| 2017, 2019 | Ryan Hansen Solves Crimes on Television                 | Él mismo                             | 2 episodios |
| 2017–18    | Ray Donovan                                             | Antoine A'Shawn Anderson             | 7 episodios |
| 2018       | Unsolved: The Murders of Tupac and the Notorious B.I.G. | Jacques Agnant                       | 2 episodios |
| 2018       | Star Wars Resistencia                                   | Hype Fazon                           | Solo voz |
| 2019       | Timeline                                                | Director Anderson                    | Rol principal |
| 2019–20    | Emergence                                               | Alex Evans                           | Rol principal |
| 2022 -     | Legends of Tomorrow                                     | Booster Gold                         | Recurrente |
| —          | Powerpuff                                               | Profesor Utonium                     | Rol principal |